# Siga Fatima Jagne
Siga Fatima Jagne (Siga Fatima Jagne Jallow; geb. im 20. Jahrhundert) ist eine gambische Politikerin und Frauenrechtlerin.

## Leben
Jagne schloss 1985 ein Bachelorstudium der englischen und französischen Sprache am Spelman College in Atlanta (USA) ab. 1989 erwarb sie einen Masterabschluss in African and African American Studies an der Cornell University (New York) mit einer Arbeit zur Rolle der Stadt in der afrikanischen Literatur. 1994 wurde sie an der Binghamton University (New York) in Komparatistik mit einer Dissertation zu Frauen in den Werken von Mariama Bâ und Bessie Head  promoviert.
Jagne arbeitete ab 1992 als Dozentin für Englisch, African Diaspora Studies und Women Studies am Spelman College in Atlanta (USA). 1996 wechselte sie an den Council for the Development of Social Science Research in Africa (CODESRIA) in Dakar (Senegal), danach an die Saint Mary’s University Halifax (Kanada).
1997 kehrte sie nach Gambia zurück und war von 1997 bis September 2001 Direktorin des gambischen Women’s Bureau.
Bei der Gründung der Universität von Gambia 1998 war sie Mitglied des universitären Senats und stellvertretende Vorsitzende des Governing Councils.
Zudem war sie an verschiedenen Projekten des Bevölkerungsfonds der Vereinten Nationen (UNFPA), von UNICEF und UNESCO in leitenden Positionen beteiligt und ab 2008 Direktorin des Consultingunternehmens International Development Support Services (IDSS). Von 2004 bis mindestens 2008 war sie Direktorin der Hilfsorganisation Pro-Poor Advocacy Group (Pro-PAG), die in Armut lebende Menschen unterstützt.
Im Juli 2018 wurde sie zur Kommissarin für soziale Angelegenheiten und Gender (Commissioner for Social Affairs and Gender) der westafrikanischen Westafrikanischen Wirtschaftsgemeinschaft (ECOWAS) ernannt.

## Veröffentlichungen
- (als Herausgeberin mit Pushpa Naidu Parekh): Postcolonial African writers: a bio-bibliographical critical sourcebook. Westport, Conn: Greenwood Press, 1998.
- (als Herausgeberin) Nation-states and the challenges of regional integration in West Africa. The case of the Gambia. Paris: Éd. Karthala, 2010